# HTC–Highroad
Para a empresa, veja T-Mobile
A T-Mobile Team foi uma das principais equipes de ciclismo da Europa, tendo como chefe de fila da equipa o alemão Andreas Klöden.
Em 2006, devido a problemas com o patrocinador principal T-Mobile, a equipe mudou o nome para Team High Road e transferiu sua base da Alemanha para os EUA.
No final de 2013, sob a designação Team HTC-Highroad a equipa foi extinta.

## Equipa 2006
| Nome             | Nacionalidade | Data de Nascimento     |
| ---------------- | ------------- | ---------------------- |
| Lorenzo Bernucci | Itália        | 15 de Setembro de 1979 |
| Eric Baumann     | Alemanha      | 21 de Março de 1980    |